# Armando Castellazzi
Armando Castellazzi (pronunciación en italiano: /arˈmando kastelˈlattsi/; Milán, Italia, 7 de octubre de 1904-ibídem, 4 de enero de 1968) fue un jugador y entrenador de fútbol italiano. En su etapa como jugador profesional se desempeñaba como centrocampista.

## Selección nacional
Fue internacional con la selección de fútbol de Italia en 3 ocasiones. Formó parte de la selección campeona del mundo en 1934.

### Participaciones en Copas del Mundo
| Mundial                        | Sede   | Resultado | Partidos | Goles |
| ------------------------------ | ------ | --------- | -------- | ----- |
| Copa Mundial de Fútbol de 1934 | Italia | Campeón   | 1        | 0     |

## Clubes

### Como jugador
| Club             | País   | Año       |
| ---------------- | ------ | --------- |
| Ambrosiana-Inter | Italia | 1923-1936 |

### Como entrenador
| Club             | País   | Año       |
| ---------------- | ------ | --------- |
| Ambrosiana-Inter | Italia | 1936-1938 |

## Palmarés

### Como jugador

#### Campeonatos nacionales
| Título  | Club             | País   | Año  |
| ------- | ---------------- | ------ | ---- |
| Serie A | Ambrosiana-Inter | Italia | 1930 |

#### Copas internacionales
| Título                 | Selección | Sede   | Año  |
| ---------------------- | --------- | ------ | ---- |
| Copa Mundial de Fútbol | Italia    | Italia | 1934 |

### Como entrenador

#### Campeonatos nacionales
| Título  | Club             | País   | Año  |
| ------- | ---------------- | ------ | ---- |
| Serie A | Ambrosiana-Inter | Italia | 1938 |